# Villastaden, Filipstads kommun
Villastaden är en bebyggelse invid riksväg 26 norr om Lesjöfors i Rämmens socken i Filipstads kommun. 2015 avgränsade SCB här en småort. Vid avgränsningen 2020 uppfylldes inte längre kraven för småort och den avregistrerades då.